# Sotteville-lès-Rouen
Sotteville-lès-Rouen là một xã thuộc tỉnh Seine-Maritime trong vùng Normandie miền bắc nước Pháp.

### Huy hiệu
| Arms of Sotteville-lès-Rouen | The arms of Sotteville-lès-Rouen are blazoned: Per bend 1: Azure, a beehive within 7 bees in orle Or; 2: Vert, a Budicom locomotive Or; a bend gules fimbriated argent, and on a chief gules, a leopard Or armed and langued azure. |

## Dân số
| 1962                                            | 1968   | 1975   | 1982   | 1990   | 1999   | 2006   |
| ----------------------------------------------- | ------ | ------ | ------ | ------ | ------ | ------ |
| 33,443                                          | 34,495 | 31,659 | 30,558 | 29,544 | 29,553 | 30,076 |
| Starting in 1962: Population without duplicates |        |        |        |        |        |        |